# Gorje, Straja vas
Gorje (nemško Göriach) je naselje v Občini Straja vas v Okraju Beljak-dežela na Koroškem v Avstriji.